# Vidovdan/Nek' živi muzika
Vidovdan/Nek' živi muzika (po dvjema pjesmama koje otvaraju albume na A i B strani) je 14. album pjevačice Nede Ukraden izdan za srpsko tržište 1992. godine u Produkciji gramofonskih ploča Radio-televizije Beograd (PGP RTB), kasnije PGP RTS i to kao kazeta, gramofonska ploča i CD. 

## Popis pjesama (kazeta)

### A strana
- A1. Vidovdan (4:08)
- A2. Sok od kupina (2:32)
- A3. Prazna postelja (2:34)
- A4. Daljine (3:37)
- A5. Ljubio me jesi slatko (3:15)

### B strana
- B1. Živela muzika (3:10)
- B2. Koliko te oko poželjelo (3:14)
- B3. Sunce života mog (2:34)
- B4. Osećaš li, žena sam (3:23)
- B5. Od toliko sreće... (Ostarit se neće) (3:51)

## O albumu
S dolaskom rata i agresije na Republiku Hrvatsku i Republiku Bosnu i Hercegovinu, Neda je doživjela nešto što nije mogla ni zamisliti: njezina je rodna kuća u Imotskom srušena, a stan u Sarajevu opljačkan. Preselila se u Beograd gdje je imala stan. 
Usprkos tomu, Neda je ipak odlučila nastaviti sa svojom karijerom. Bilo je jako teško sada sakupiti pjesme za album jer suradnici iz Hrvatske, s kojima je imala plodnu suradnju do prije rata, nisu htjeli ni čuti za Nedu Ukraden. Tada se okrenula beogradskim suradnicima. Odabrala je slavnog Mišu Markovića da joj uradi album, u suradnji s Marinom Tucaković i njenim mužem Aleksandrom Futom Radulovićem. Bilo je to prvo Nedino LP izdanje za PGP RTB, poslije singla Pisma ljubavi iz 1978. godine. 
Album je imao dva naslova – Vidovdan i Živela muzika, po dvjema pjesmama koje otvaraju albume na A i B strani. Album je prožet jakim i teškim emocijama, koje su posebno iskazane u pjesmama "Vidovdan", "Daljine", "Osećaš li, žena sam", "Živela muzika". Po ocjeni stručnjaka PGP-a, Neda je dostigla svoj pjevački vrhunac. Interpretacija je zrela, specifična po nadahnutosti, intonativnosti i artikulaciji. Na ploči su bile i turbofolk poskočice – "Sok od kupina", "Ljubio me jesi slatko" i "Sunce života mog", koje su izazvale dosta kontraverzi i koje su I obiljezile novu epohu u karijeri Nede Ukraden.
Uspjeh je bio tu. Nažalost, van granica tada SR Jugoslavije, nisu se mogle čuti ove pjesme. I dalje je Neda bila trn u oku mnogima. To će se dokazati i kasnije, kada će joj čak dva puta rušiti i demolirati Star Caffe na Banovom brdu, paliti automobil i pisati razne glasine u novinama o njoj i njenom nacionalnom opredjeljenju (da je četnikuša, da je sudjelovala u kampanji ratnog zločinca Željka Ražnatovića itd.).

## Vanjske poveznice
- Album "Vidovdan/Nek' živi muzika" na www.discogs.com